# Wild Horse Mountain
Wild Horse Mountain är ett berg i Australien. Det ligger i regionen Sunshine Coast och delstaten Queensland, omkring 60 kilometer norr om delstatshuvudstaden Brisbane. Toppen på Wild Horse Mountain är 107 meter över havet, eller 87 meter över den omgivande terrängen. Bredden vid basen är 1,4 km.
Närmaste större samhälle är Caboolture, omkring 18 kilometer söder om Wild Horse Mountain. 
I omgivningarna runt Wild Horse Mountain växer i huvudsak städsegrön lövskog. Genomsnittlig årsnederbörd är 1 778 millimeter. Den regnigaste månaden är januari, med i genomsnitt 345 mm nederbörd, och den torraste är september, med 40 mm nederbörd.